# Wasserkraftwerk Wolgograd
Das Wasserkraftwerk Wolgograd (bis 1961 Stalingrader Flusskraftwerk „I. V. Stalin“) ist ein 1958 in Betrieb genommenes Wasserkraftwerk an der Wolga bei Wolgograd (Bauleiter Andrei Michailow). Es hat mit einer installierten Leistung von 2,671 GW etwa die doppelte Leistung eines durchschnittlichen deutschen Kernkraftwerks und ist mit Stand 2016 das größte Wasserkraftwerk in Europa. Das Wasserkraftwerk steht am Wolgograder Stausee.
Das Kraftwerk besteht aus einem 725 m langen und 44 m hohen Staudamm aus Beton, welcher auch eine Überquerung der Wolga für die Eisenbahn und den Straßenverkehr ermöglicht.
Bei einer installierten Leistung von 2,671 GW mit Stand im Jahr 2016 beträgt die jährliche Energieabgabe rund 12.000 GWh was einer durchschnittlichen Leistung von ca. 1,4 GW entspricht. Im Kraftwerk sind in Summe 22 Generatoren unterschiedlicher Nennleistung zwischen 115 MW und 125,5 MW installiert. Zusätzlich gibt es noch einen Generator mit einer Nennleistung von 11 MW.
Zur Übertragung des in diesem Kraftwerk erzeugten elektrischen Energie wurde erstmals in der Sowjetunion die Technik der Hochspannungs-Gleichstrom-Übertragung (HGÜ) in Form der HGÜ Wolgograd-Donbass angewandt, wobei sich die Stromrichterstation auf dem Damm befindet. Zwei Hochspannungsleitungen mit einer Spannung von 500 kV und 800 kV versorgten über Entfernungen von 1000 km beziehungsweise 500 km das Stromnetz von Moskau und die Verbundwirtschaft der Donbass-Region mit Elektrizität. Die Maschinentransformatoren von acht Generatoren dienen zugleich als Stromrichtertransformatoren.